# Castel Capuano
Castel Capuano je dvorac u Napulju, u južnoj Italiji. Ime je dobio po činjenici da je bio na mjestu u gradskim zidinama gdje je započinjala cesta za grad Capua. Dvorac se nalazi na jugozapadnom kraju via dei Tribunali, a donedavno se u njemu nalazila Napuljska dvorana pravde, koja je sada preseljena u novi gradski centar, Centro Direzionale.
Građevinu je u 12. stoljeću izgradio Vilim I., sin Rogera II od Sicilije, prvog monarha Napuljskog kraljevstva. Proširio ju je Fridrik II. od Hohenstaufena, te je postala jedna od njegovih kraljevskih palača. Dana 19. kolovoza 1432., četiri viteza u službi kraljice su izbola Sergiannija Caracciola u njegovoj sobi u Castel Capuanu.
U 16. stoljeću, pod španjolskim potkraljevstvom Pedra Álvareza de Toleda, ovdje su se sjedinili svi različiti gradski pravni uredi i odjeli i to je postalo Dvorana pravde – poznata kao "Vicaria" – čiji su podrumi služili kao zatvor. Iznad ulaza u dvorac i danas je vidljiv grb cara Karla V. koji je posjetio Napulj 1535. godine.
Dvorac je prošao mnoge restauracije (posljednja je bila 1860. godine) i izgubio je velik dio svog izvornog izgleda. Colonna della Vicaria, jednostavan stup, nekoć je stajao ispred ulaza; koristio se kao stup srama i kažnjavanje dužnika. Sa stražnje vanjske strane zgrade, okrenuta prema Piazza Enrico de Nicola, nalazi se Fontana del Formiello.